# Neuroepigenética
Neuroepigenética es la ciencia que estudia los cambios epigenéticos en el cerebro y que investiga cómo los genes afectan al sistema nervioso, es decir que es la disciplina de las neurociencias que estudia los mecanismos epigenéticos que ocurren en el cerebro.
La epigenética comprende el estudio de todos aquellos factores que no se encuentran directamente codificados en la secuencia del ADN pero que producen modificaciones químicas que se efectúan sobre el propio ADN y por lo tanto cambian los genes. Su influencia en el cerebro y en el sistema nervioso central es estudiado por la neuroepigenética, que podría resolver interrogantes, tanto con respecto a la personalidad, la cognición y la conducta, como con respecto a a conflictos de relevancia social. 
El objetivo de la neuroepigenética es, entre otros, resolver el debate sobre si los rasgos de la personalidad y los mecanismos que definen la conducta humana son heredados genéticamente producto de las experiencias vividas y el medio ambiente. Esta disciplina interpela el debate naturaleza versus crianza, natura versus educación, entre innato y adquirido.
La neuroepigenética permite vincular los factores ambientales con las funciones génicas que afectan a las funciones cognitivas.  Esta disciplina tiene impacto en las áreas de la conducta aprendida, la neurotoxicología, el desarrollo del sistema nervioso central, la cognición, las adicciones y la psicopatología. De hecho, algunos trastornos del neurodesarrollo, neurodegenerativos y neuropsiquiátricos están causados en parte por modificaciones epigenéticas aberrantes. Debido a su plasticidad inherente, estas modificaciones epigenéticas patológicas son fácilmente susceptibles de intervenciones farmacológicas.